# 朝韩非军事区冲突

朝韓非軍事區衝突（英語：Korean DMZ Conflict），或稱第二次韓戰，是1966年至1969年間北韓軍隊及美國和韓國軍隊在非軍事區發生的一連串低強度衝突。

## 背景
朝鮮戰爭摧毀了朝鮮和韓國，雖然雙方都沒有放棄在其控制下統一朝鮮半島的主張，但雙方都沒有能力強行統一。
1956年9月，美國參謀長聯席會議主席拉德福德上將在美國政府內部表示，軍方有意將核子武器引入朝鮮半島，得到美國國家安全委員會和艾森豪總統的同意。然而，《朝鮮停戰協定》第13段規定，雙方不得向朝鮮半島引進新型武器，從而防止引進核武器和導彈。美國不顧聯合國盟友的擔憂，決定單方面廢除第13段，違反了朝鮮停戰協定 。在1957年6月21日的軍事停戰委員會會議上，美國通知朝鮮代表，聯合國司令部認為自己不再受停戰協定第13段的約束。1958年1月，裝有核武器的MGR-1誠實的約翰飛彈和M65原子砲被部署到韓國，隨後在一年內又部署了原子爆破彈藥和射程能達到中國和蘇聯的核武器MGM-1屠牛士飛彈，除韓國外，當時美軍也將配備核彈頭的屠牛士部署於西德及台灣，以應付共產主義陣營國家的威脅。
朝鮮譴責廢除第13段是企圖破壞停戰協議並將朝鮮變成美國的原子戰區。作為回應，它通過挖掘大規模的地下防禦工事來抵禦核攻擊，並提前部署其常規部隊，以便對其使用核武器也會危及韓國和美國軍隊。1963年，朝鮮向蘇聯尋求幫助發展核武器，但遭到拒絕。之後，中國在進行核試驗後，同樣拒絕了朝鮮尋求幫助開發核武器的請求。
在朝鮮，1958年10月人民解放軍的離開使金日成鞏固了他的權力基礎，並開始了集體化農業和工業化的千里馬運動，為武力統一朝鮮奠定了基礎。朝鮮在技術方面仍然依賴蘇聯，在農業援助方面依賴中國。
戰後，韓國十多年來一直是世界上最貧窮的國家之一。1960年，其人均國內生產總值為79美元，低於大多數拉丁美洲和一些撒哈拉以南非洲國家。1960年4月迫使李承晚總統下台的四月革命之後是一段短暫的民主時期，之後政變導致朴正熙將軍於1961年5月掌權。儘管政治動盪，韓國經濟仍在繼續發展，工業快速增長始於1960年代後期，人均國內生產總值從1964年的100美元增加到1977年的1000美元。
1962年12月10日，金日成向朝鮮勞動黨中央委員會提出了新的軍事戰略，更加強調非常規戰爭、鼓動和宣傳，將在1967年當前的七年計劃結束時實現。
1965年6月，朴正熙總統簽署了與日本關係正常化的條約，其中包括向日本支付賠款和提供軟貸款，促進了兩國之間的貿易和投資。1966年7月，韓國和美國簽署了《部隊地位協定》，兩國建立了更加平等的關係。隨著經濟實力的增強和美國的安全保障，來自北方的常規入侵威脅似乎越來越渺茫。1965年3月，越南戰爭全面升級，影響了地面作戰部隊的部署，1965年9月，韓國向南越派遣首都師和海軍陸戰隊第2旅，1966年9月白馬師緊隨其後。
敵對行動的開始可以追溯到朝鮮領導人金日成於1966年10月5日在朝鮮勞動黨大會上發表的講話，當時1953年停戰協定的現狀受到了挑戰。 他顯然意識到，韓國軍隊的分工和美國在越南的承諾不斷升級，創造了一個非常規戰爭可以以常規戰爭無法取得的方式取得成功的環境。金日成相信他可以通過針對美軍的武裝挑釁迫使美國和韓國分裂，再加上其他世界範圍的承諾和小規模戰爭，將迫使美國重新評估或放棄對韓國的承諾，從而允許朝鮮煽動南方叛亂，這將推翻朴正熙政府。
南北之間正在進行宣傳活動，例如通過非軍事區的擴音器相互廣播，像朝鮮發放傳單的行動已經恢復，例如從1964年到1968年的“吉利行動”向北方發送了數億份傳單。

## 軍事力量

### 北朝鮮
1966年，朝鮮人民軍（KPA）在軍事分界線（DMZ）沿線部署了8個步兵師，並得到另外8個步兵師、3個摩托化步兵師、1 個坦克師以及一系列獨立的步兵和坦克旅和團的支援。其武裝部隊總人數為386,000。但這支常規部隊比韓國約585,000人的地面部隊小，在美國部署更多部隊之前，北方不太可能進行徹底的打擊。
主要的非常規作戰部隊是朝鮮勞動黨聯絡部作戰指揮下的國防部偵察局，其中包括第17步兵偵察旅和第124和第283集團軍部隊的全職軍官。這些部隊都受過高度訓練和洗腦，精通爆破和小部隊戰術，通常以2至12人的小隊作戰，配備PPS衝鋒槍或AK-47。偵察局還控制著第23兩棲旅，該旅使用特製的滲透船沿著韓國海岸線作戰。偵察局還可以使用常規的朝鮮人民軍和朝鮮人民海軍部隊來支持其部隊的滲透和撤離。
除了進攻性的非正規部隊外，共產主義者還部署了數千名操作煽動者來挑選、訓練和監督線人和游擊隊新兵，而其他人則企圖在韓國軍隊中引起個人叛逃和單位不滿，普遍削弱韓國和美國的士氣。

### 美國與韓國
美軍在朝鮮半島的主要地面作戰單位是第2步兵師 (2ID) 和第7步兵師 (7ID)、第一軍和第8軍團。第2步兵師與第3旅共同駐守南北韓非軍事區（DMZ）29.8公里，基本上位於首爾以北板門店兩側，另外9個大韓民國陸軍（ROKA）師在DMZ其餘212.8公里處駐守。美國和韓國的所有部隊都在韓美聯合軍司令部（指揮駐韓美軍與所有韓國國軍）司令博內斯蒂爾陸軍上將的統一作戰控制下。由於駐越美軍在人力和裝備方面具有優先權，因此兩個駐韓國的美國陸軍師的資源分配都嚴重不足。部隊裝備的是M14步槍而不是M16步槍，唯一可用的坦克是舊的汽油動力M48A2C，韓國總共只有12架UH-1直升機，嚴重限制了追捕和與滲透者交戰的能力。部隊通常是服役未滿13個月的新兵，而經驗豐富的美軍軍官和士官更喜歡在越南服役而不是韓國。不過韓國陸軍訓練有素，幹勁十足，許多軍官和士官都是朝鮮戰爭的老兵，但他們的所有裝備都可以追溯到那場戰爭，他們的標準步槍仍然是M1加蘭德步槍。
在1966年和1967年期間，韓國沒有協調一致的反叛亂計劃。韓國陸軍、國家警察、陸軍反情報單位和韓國中央情報局通常根據對威脅的估計和碰巧在附近的單位來臨時處理滲透。總統朴正熙不願組建武裝民兵，因為他不相信民眾對他的政府的忠誠。
美國和韓國的主要作戰目標是，在1950年6月的襲擊中重複防禦來自朝鮮的常規入侵。儘管朝鮮定期向南方滲透以進行情報收集，但非常規戰爭並不被視為是一次常規戰爭，為特殊威脅，部隊一般沒有接受過這一角色的訓練或裝備。1966年，韓國沒有反游擊隊或鄉村民兵，來自北方的滲透者被韓國軍隊、警察、韓國中央情報局、美國陸軍第728憲兵營在沒有統一控制的情況下進行各種追捕。
1976年，在現已解密的會議紀要中，美國國防部副部長威廉·克萊門茨告訴亨利·基辛格，有200次朝韓雙方互相襲擊，儘管不是美國軍方。其中只有少數入侵的細節已公開，包括1967年韓國軍隊襲擊破壞了大約50個朝鮮設施。從朝鮮戰爭結束到1972年，多達7,700名韓國士兵和特工滲透到朝鮮，其中估計有5,300人再也沒有回來。
地面部隊得到了美國空軍的第314航空師的各型戰鬥轟炸機和大韓民國空軍的支持，韓國周圍海域由美國第七艦隊和大韓民國海軍控制。與陸軍一樣，越南戰爭是美國空軍和美國海軍在太平洋地區的主要關注點。

## 防禦策略
從1964年10月起，朝鮮人增加了情報收集者和宣傳員向韓國的滲透。到1966年10月，已有30多名韓國士兵和至少10名韓國平民在與朝鮮滲透者的衝突中喪生；然而，在美國控制的非軍事區沿線沒有發生類似的衝突。1966年10月，韓國未經博內斯蒂爾將軍批准就發動了報復性襲擊，導致希望避免違反停戰協定的美國指揮部與遭受損失的韓國之間關係緊張。
在1966年11月朝鮮人民軍第一次襲擊美軍之後，博內斯蒂爾將軍成立了一個工作組來分析朝鮮的戰略並製定反擊戰略來擊敗它。發現現有的美國陸軍戰術條令不適用於他們所面臨的情況，工作組制定了自己的條令以滿足其作戰需求。確定了三種類型的行動：首先是防止滲透到非軍事區；其次是沿海地區的類似海軍行動；第三是內陸的反游擊行動。所有三種類型的行動都必須在不危及韓國的常規防禦或將衝突從低強度升級為全面戰爭的情況下完成。

### 非軍事區

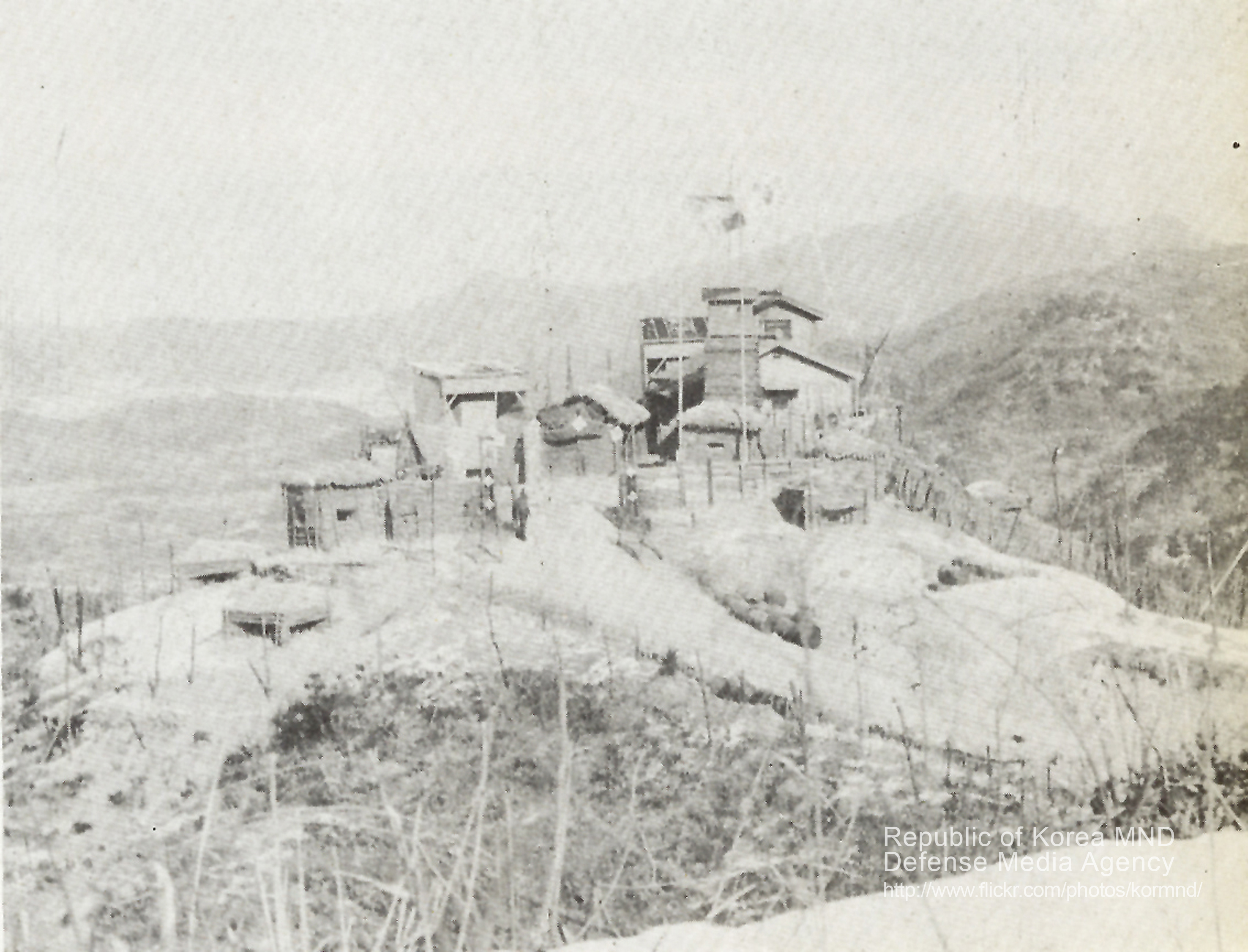
南韓非軍事區哨所

從1967年開始，聯合國軍製定了對南北韓非軍事區 (DMZ) 的分層防禦。停戰協議限制了非軍事區內的防禦工事，那裡的防禦僅限於沒有重型武器的巡邏和觀察哨。開始加強非軍事區的巡邏，24小時巡邏，白天偵察，晚上埋伏；大多數美軍傷亡發生在這些巡邏中。觀察哨用沙袋和機槍加固，無後座力砲經常隱藏在那裡，這違反了違反停戰協定。博內斯蒂爾將軍從美國陸軍作戰發展司令部獲得了3000萬美元的資金，用於在美國陸軍第2步兵師和韓國陸軍第21步兵師佔據的非軍事區部分建立一個測試屏障。在非軍事區的南部邊界或“南帶”之外，沒有施加任何防禦限制，美韓聯合工程部隊建造了一個縱深屏障，包括一個3公尺高的鏈環圍欄，頂部是三股六角手風琴線，並由交織在一起的樹苗和鋼鐵工程師糾察隊，在它後面一條狹窄的傾斜沙路與圍欄平行，以突出腳印。沙帶後面是一個120公尺寬的清除殺傷區，地雷和糾纏的金屬絲在聯鎖機槍的常規防禦陣線和預先部署的迫擊砲和砲彈火線之前佔據了主導地位。觀察塔沿軌跡間隔設置，以便清楚地看到開闊區域。類似於南北越非軍事區的麥克納馬拉防線，在障礙物上測試了各種電子設備和傳感器，但除夜視儀外，它們在很大程度上無效。屏障無法阻止滲透（估計朝鮮人可以在30-40秒內穿過圍欄），而是旨在減緩移動並提供容易的觀察。屏障後面是機械化步兵、坦克和裝甲騎兵的快速反應部隊，他們將追捕滲透者。交戰規則也被放寬，允許前線部隊使用大砲和迫擊砲射擊非軍事區內或南部的已知人民軍成員以及從軍事分界線以北的人民軍開火，儘管在實踐中這只是謹慎使用。1967年10月引入了一個新的四月輪換計劃，以確保每個營只獲得其公平份額的人員配備和巡邏屏障。美國陸軍第7步兵師一次派出1個步兵營增援第2步兵師，將防線增加到4個營加上快速反應部隊。
1967年底，韓國至少發動了3次報復性跨境突襲，使用由脫北者組成的小隊。襲擊殺死了33名朝鮮人民軍士兵。

### 海岸線
防止海上滲透對缺乏合適的飛機、船隻、雷達和通信的聯合國軍指揮部造成了不可能的挑戰。韓國海軍只有72艘艦艇能在7000多公里崎嶇的海岸線上巡邏。沿著海岸，大約有20,000名手無寸鐵的海岸觀察員，有時輔以韓國陸軍預備役人員，在海灘巡邏，當發現登陸跡象時，將向國家警察報告，並部署快速反應部隊。通訊不暢和缺乏直升機意味著快速反應部隊很少能在滲透者分散在南韓腹地之前及時趕到。

## 1968年1月

### 青瓦台事件

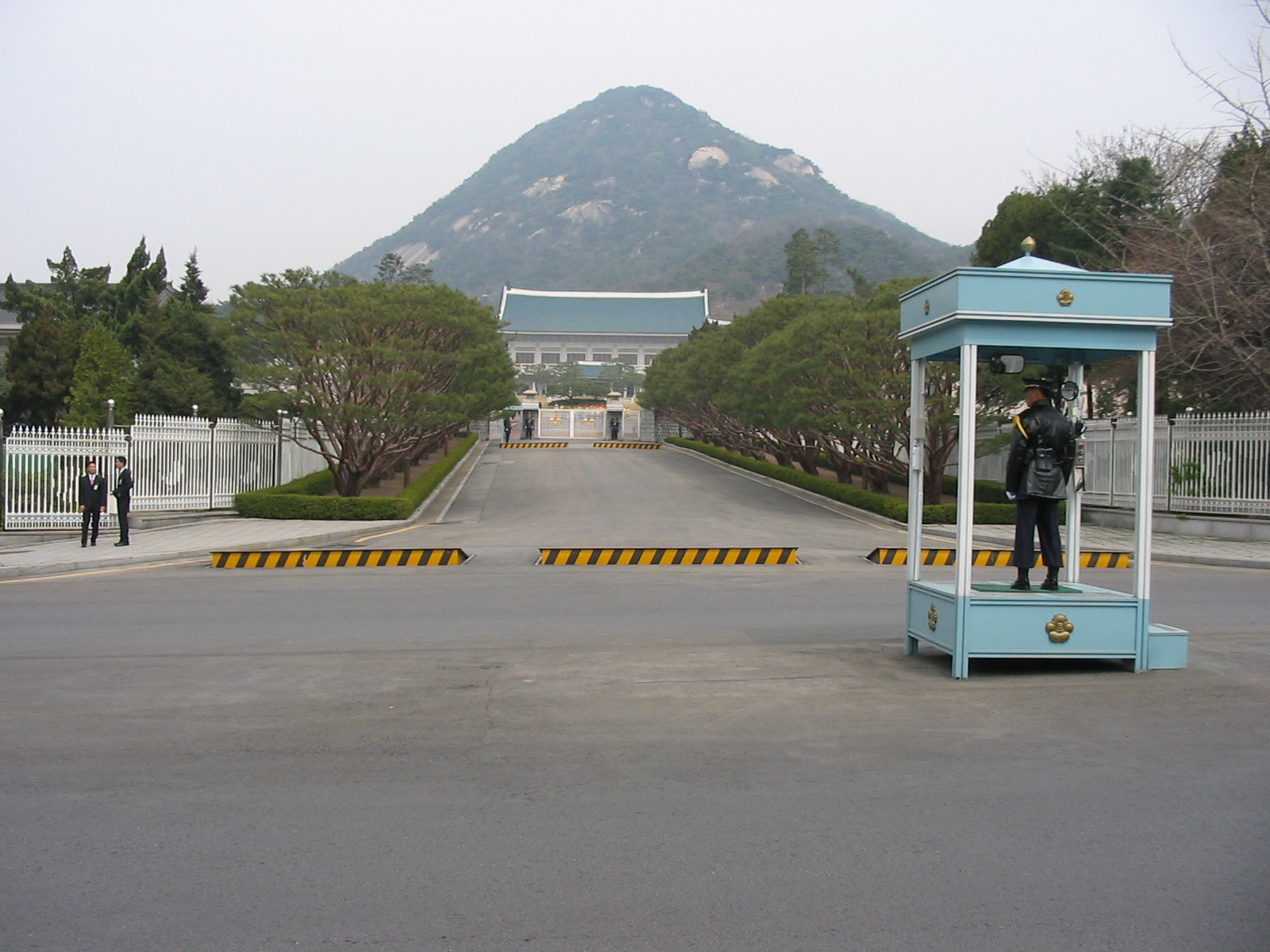
2007年4月，位於韓國首爾的青瓦台成為韓國總統的行政辦公室和正式住所。

1968年1月17日晚上，朝鮮第124部隊的31名人員穿過軍事分界線的鏈環圍欄並在距離第2步兵師看守的位置30公尺範圍內未被發現，從而侵入了非軍事區的2ID區。朝鮮人民軍偵察局局長金正泰中將向他們解釋說，124部隊的任務是“前往首爾，砍下朴正熙的頭顱”。人們認為，刺殺朴正熙會使韓國陷入混亂，導致韓國民眾起來反抗韓國政府和美國軍隊，從而實現統一。
1月19日下午，124部隊遇到了4名樵夫，但124部隊指揮官並沒有殺死他們，而是試圖向他們灌輸即將到來的起義和朝鮮共產主義榮耀的細節。朝鮮人釋放了樵夫，警告他們不要通知當局。但隨後樵夫通知了警方，並根據第18號總統指示向指揮系統發出警報。到1月20日上午，韓國警察和軍隊處於全面戒備狀態，但不知道124部隊的任務，他們試圖守衛重要地點以及通往首爾的道路。
124部隊於1月20日以2至3人的編組進入首爾，注意到加強了安全措施並通過竊聽韓國無線電頻率，他們制定了一項新的攻擊計劃。換上韓國陸軍第26步兵師的制服，他們假扮成一支從反游擊巡邏隊回來的部隊，向青瓦台行進了最後2公里。經過數個陸軍和警察部隊後，124部隊在距離青瓦台僅800公尺處被一個警察單位攔住。警察開始對124部隊成員進行訊問，當一名警官懷疑並拔出手槍時，他被124部隊成員開槍射擊。
隨後發生了一場連續槍戰，其中124部隊的2名成員被殺。當124部隊的其餘成員試圖向北逃跑並穿越非軍事區時，韓國陸軍、警察和美國陸軍開始了大規模搜捕。 第124部隊的另外26名成員被殺，金新朝被俘，另外兩名失踪的推測殺害者（儘管該部隊至少有一名成員顯然倖存並返回朝鮮），另有26名韓國軍警和4名美軍士兵被殺。

### 普韋布洛艦事件（英语：Pueblo Incident）
1968年1月23日，在MiG-21戰鬥機掩護下行動的朝鮮巡邏艇在元山東北部的國際水域俘虜了美國海軍普韋布洛號 (USS Pueblo (AGER-2))，造成一名海軍死亡。 博內斯蒂爾將軍不知道普韋布洛的任務，美國空軍第314航空師也沒有合適的飛機可以為普韋布洛艦提供援助。當攻擊機可以被派往該地區時，普韋布洛號和它剩餘的82名船員已被囚禁在元山港。

### 美韓反應
此次事件是1968年1月詹森政府面臨的眾多危機之一：在越南，溪山戰役於1月21日開始。詹森總統下令以代號戰鬥狐狸行動（200多架戰鬥機）和編隊之星行動（6艘航空母艦加支援艦）以及部分自古巴導彈危機以來第一次動員預備役人員。

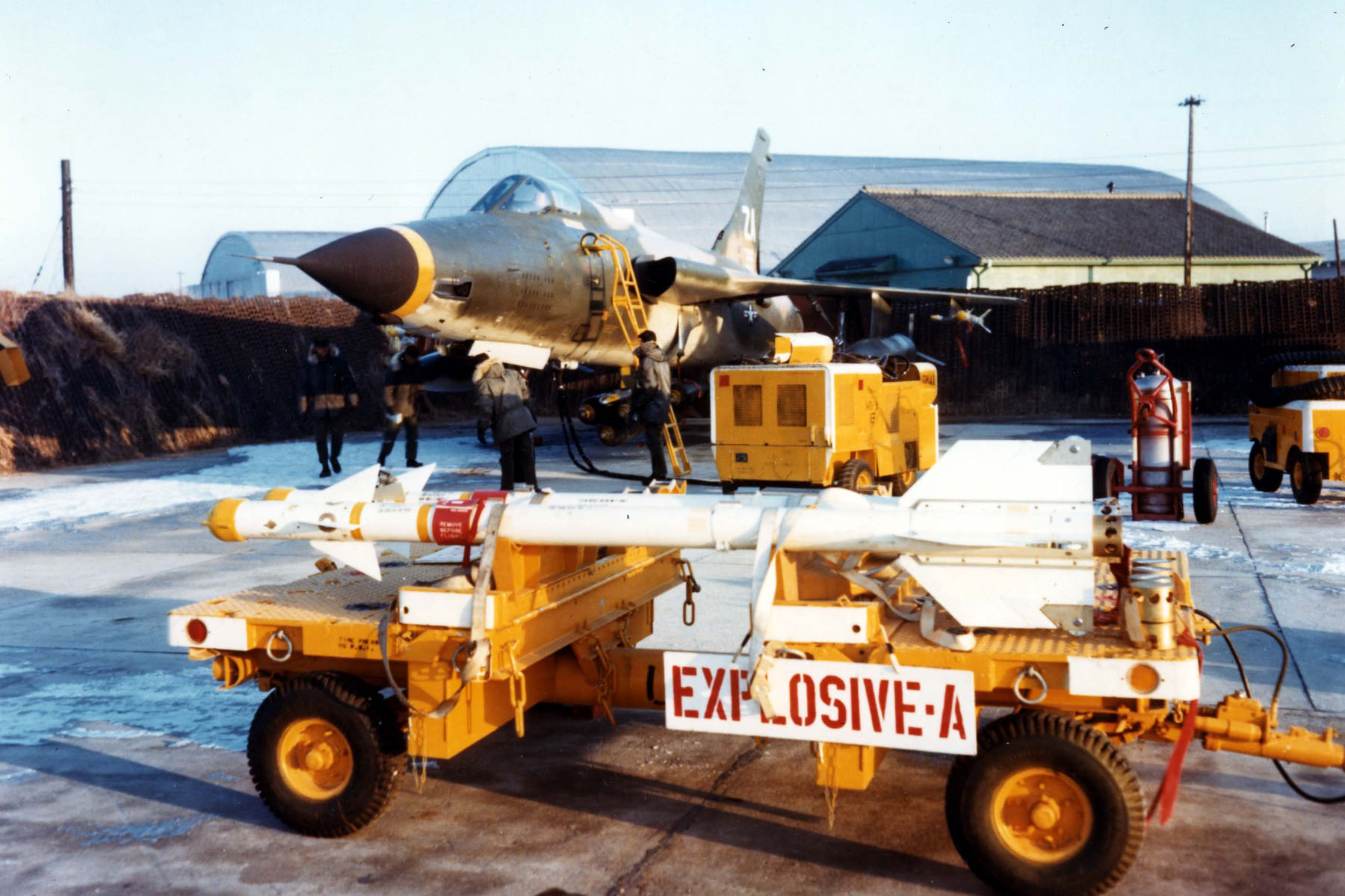
美國空軍第18戰術戰鬥機聯隊派遣第12戰術戰鬥機中隊的F-105雷公戰鬥機進駐平澤市烏山空軍基地，掛載了6枚750磅Mk-117炸彈及AIM-9響尾蛇飛彈戒備

儘管有龐大的軍事部署於韓國，詹森總統還是希望避免使朝鮮現有的衝突升級，並指示駐韓美軍司令開始通過板門店軍事停戰委員會與朝鮮人談判讓普韋布洛船員返回。即使額外的部隊正在部署到韓國，南越的春節攻勢也於1968年1月30日開始。詹森認為，俘虜普韋布洛艦和春節攻勢的時機已經協調，以將美國資源從越南轉移到其他地方。迫使韓國人從南越撤出他們的兩個步兵師和海軍陸戰隊旅。
與詹森不同，博內斯蒂爾將軍認為沒有這種聯繫。他認為襲擊青瓦台是朝鮮最高層計劃的，而奪取普韋布洛號似乎只是投機取巧，春節攻勢的時機有幫助但巧合。他認為保衛韓國和防止現有低強度衝突升級的使命沒有改變。
韓國人對此事件的看法不同。他們認為襲擊青瓦台和俘虜普韋布洛號是朝鮮威脅的跡象，韓國和美國都必須堅決應對。當美朝在板門店談判的消息於2月6日公開時，韓國指責美國採取綏靖政策。報紙社論和政府官員建議召回駐南越的韓國部隊以應對朝鮮的威脅，而各種顧問則勸說朴正熙無論是否有美國人都“向北”。  金日成拒絕與博內斯蒂爾將軍或大使威廉·J·波特認真談判，金日成希望在韓美之間製造的分裂似乎正在成為現實。
2月10日，賽勒斯·萬斯代表詹森總統抵達首爾與朴正熙進行談判。萬斯於2月11日會見了朴正熙，並闡明了詹森政府的立場：韓國不會有更廣泛的戰爭，韓國的任何跨境行動都需要得到博內斯蒂爾將軍的批准，博內斯蒂爾將軍本身也需要詹森總統的批准，美國將進行談判。確保普韋布洛號船員獲釋所必需的。萬斯立即向朴正熙提供了1億美元的軍事援助（包含F-4D幽靈II戰鬥機），並提供更多援助，前提是朴正熙同意不"向北"。 四天后，朴正熙同意了萬斯的條件。

## 實施美韓戰略
青瓦台突襲和普韋布洛號事件都有助於提高韓國正在進行的低強度衝突的形象，並最終帶來了全面實施美韓聯合平叛戰略所需的資源。
在“編隊之星”和“戰鬥之狐”行動中大規模部署美國軍艦和作戰飛機有助於阻止進一步的大規模入侵。 一旦迫在眉睫的威脅消退，美國第七艦隊在1968年中期撤出其艦艇，而美國空軍在16個月的時間裡逐漸減少了其任務的部署。

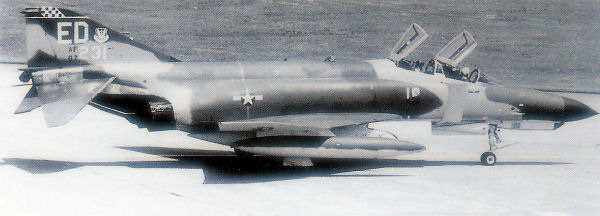
美國空軍第354戰術戰鬥機聯隊的第16戰術戰鬥機中隊從1968年7月起部署在韓國崑山空軍基地，執行核警戒任務，起先裝備F-100超級軍刀戰鬥機，後於1969年換裝F-4幽靈II戰鬥機，除此之外，也有大量的美國空軍戰術戰鬥機單位以臨時任務分配至韓國，攝於1970年4月1日

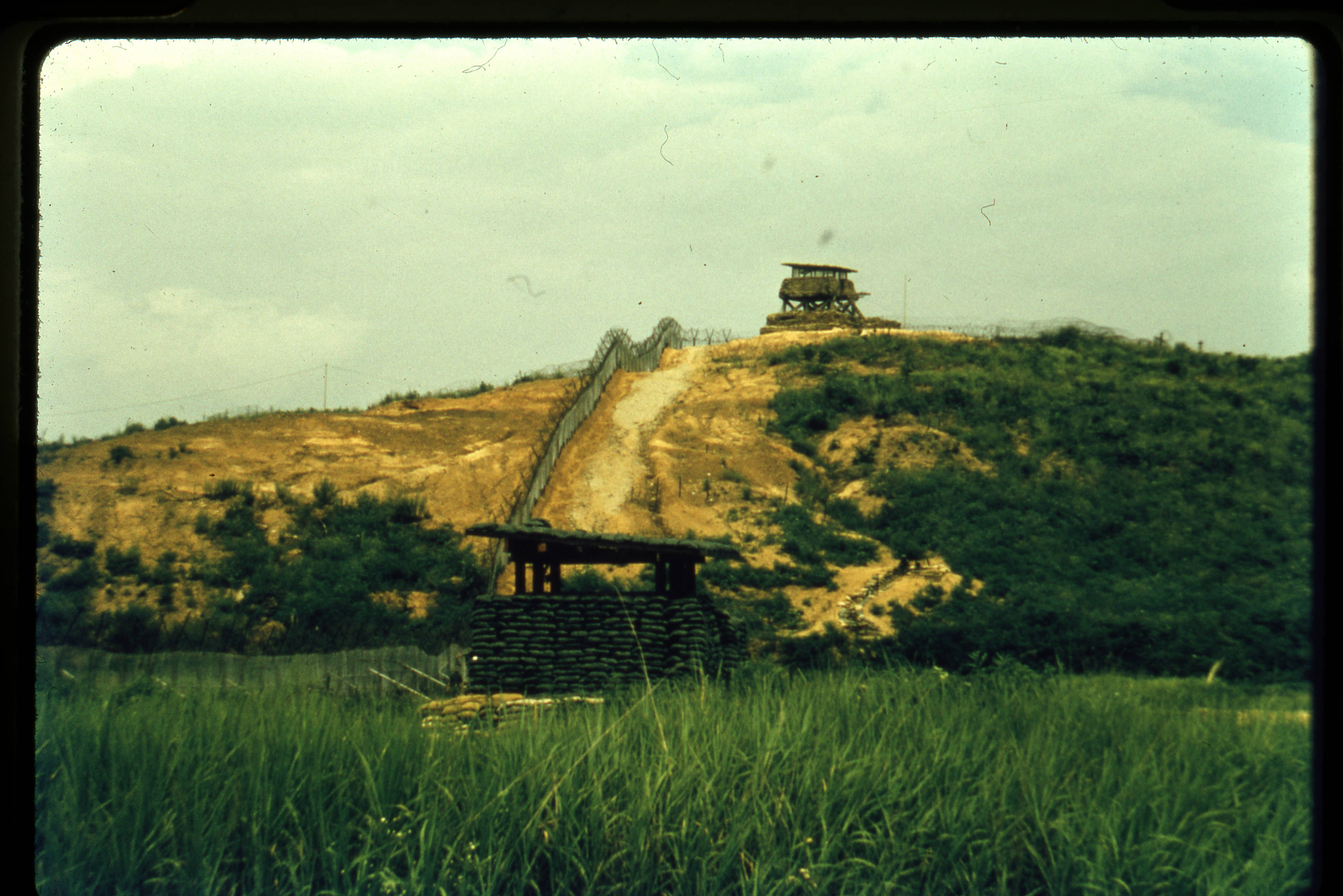
非軍事區南邊界圍欄和警衛塔，1968年8月14日

1968年4月1日，美國國防部根據駐韓美軍司令博內斯蒂爾將軍的建議宣布位於軍事分界線附近的臨津江地區為敵對火區，使駐紮在該地區的服務人員有權獲得敵對火力報酬，並隨後獲得戰鬥步兵徽章和戰鬥醫療徽章給所有在臨津江以北服役的合格人員，這種指定的變化也意味著韓國現在將獲得僅次於南越的優先權。 除了特使萬斯向韓國承諾的1億美元軍事援助外，美國國會還撥款2.3億美元用於改善美國和韓國在非軍事區的設施和戰備。用於建造非軍事區屏障和通信設備的價值3200萬美元的材料被空運到韓國，從而在1968年7月30日之前完成了沿整個軍事分界線改進的反滲透屏障。前往南方的第6航空排相反，從越南被部署到韓國，其12架UH-1D通用直昇機比原先可用的UH-1數量增加了一倍多，使一些快速反應部隊保持警戒，而另一些則進行反滲透行動。另有數千名士兵被分配到第8軍團以緩解人力短缺，而臨津偵察計劃則改善了反滲透戰術的訓練。部署了追踪犬隊以改進對滲透者的探測，同時採購了數百支M16步槍，使巡邏隊能夠與朝鮮滲透者的火力相匹配。這些改進使得1968年對北韓滲透者的檢測和消除的顯著增加。
青瓦台突襲說服朴正熙總統對第18號總統指令做出重大改變，1968年2月，他下令成立國土防衛後備隊 (HDRF)，4月公開宣布，在6個月內超過200萬韓國公民 志願組建了60,000多個地方防務排和連。朴正熙還下令在軍事分界線以南建立20個重建村，居住著武裝的後備軍人及其家人，並向偏遠地區派遣陸軍公民行動醫療/啟蒙隊，特別是在太白和智日山區。

### 蔚珍-三陟登陸（英语：Uljin–Samcheok Landings）
儘管南北韓軍事分界線在1968年開始變得越來越難以滲透，且韓國的海軍能力有所提高，但南方海岸線仍然易於滲透。

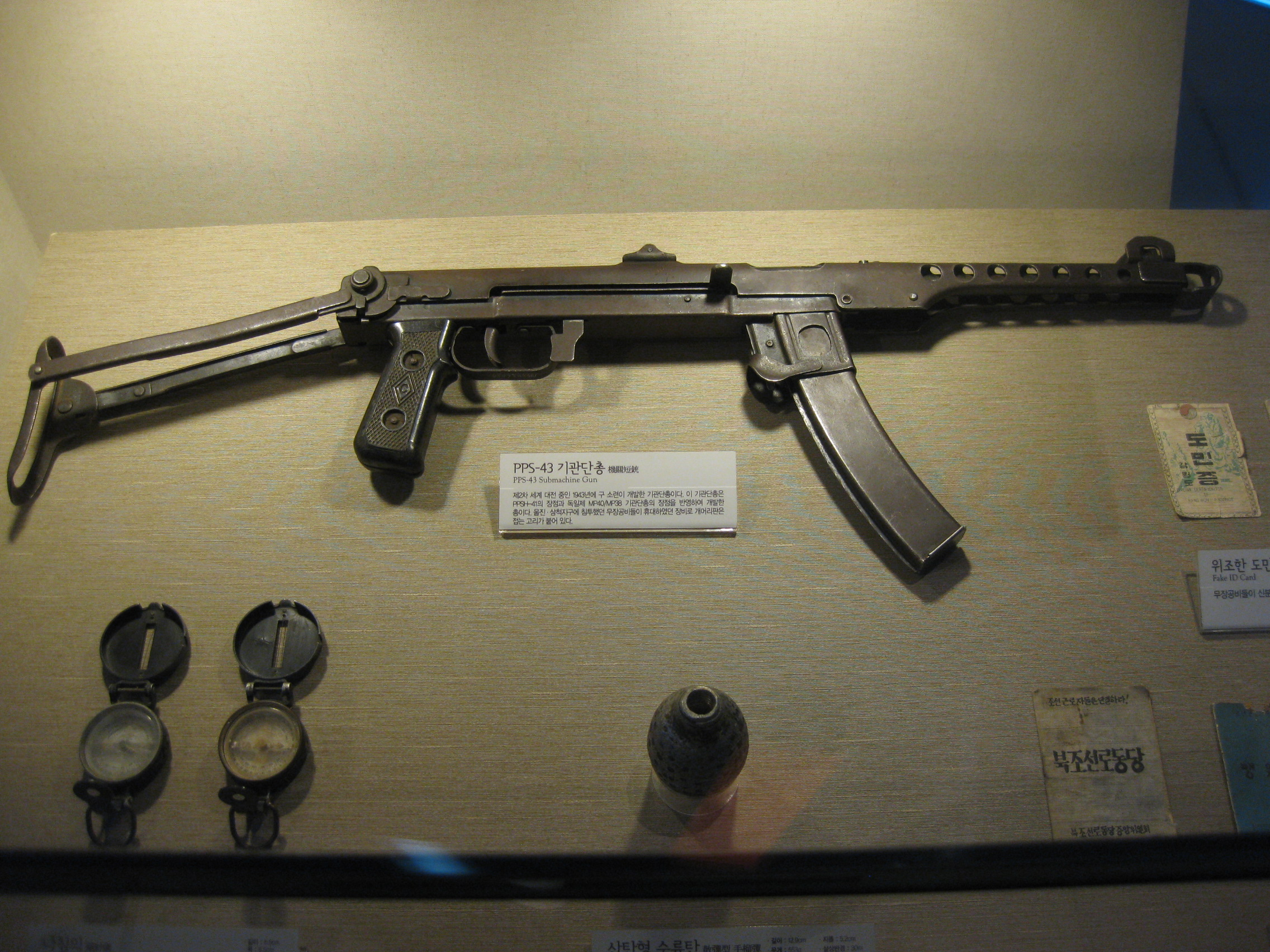
朝鮮124部隊裝備的PPS衝鋒槍、指南針、手榴彈和偽造的身分證，展示於韓國戰爭紀念館

1968年10月30日晚上，朝鮮124部隊的120名士兵降落在江原道蔚珍和三陟之間的8個不同地點，然後向內陸轉移，執行為期30天的任務，在太白山建立游擊隊基地。10月31日上午，他們進入了幾個村莊，開始向村民灌輸共產主義思想，其中一些人溜走以提醒當局。韓國陸軍部隊很快乘坐美國陸軍第6航空排的UH-1D通用直昇機和一些根據軍事援助計劃提供給韓國的新UH-1抵達該地區。第36國土防衛步兵師、另外兩個師的一部分、一個韓國海軍陸戰隊營、一個戰鬥警察連、一個韓國特種部隊大隊和數千名國土防衛預備隊參加了隨後的搜捕行動，在兩週內，大多數的共產主義滲透者都被殺死了。  12月9日，幾名突擊隊員在京畿道北坡偏遠的家中殺害了10歲的李承福和他的其他3名家人。到朴正熙總統於12月26日暫停行動時，已有110名北韓人陣亡，韓國部分則有7人被俘，40名正規軍、警察和民兵以及23名平民喪生，美軍部分則有3人陣亡及3人負傷。

## 朝鮮戰略變化
到1968年底，很明顯儘管朝鮮進行了兩年的非常規軍事行動，但未能在南方引發叛亂，美韓關係比以往任何時候都更加牢固，朴正熙總統鞏固了他在民眾中的合法性。12月下旬，金日成清洗了負責非常規戰爭運動的高級軍官，指責他們未能正確執行黨的路線，沒有任何跡象表明朝鮮勞動黨路線根本不吸引韓國人。國防部長金忠峰將軍和朝鮮人民軍政治局委員長何鳳海將軍被處決，總參謀長、偵察局局長、朝鮮人民軍司令和朝鮮人民軍三個前線軍的指揮官全部被監禁。朝鮮人民軍第124和283部隊被解散，特戰能力明確從屬於常規軍事行動。朝鮮人民軍是通過在所有單位中的下級委員會制度下進行改造的，以確保勞動黨對所有軍事活動的控制。儘管戰略發生了變化，朝鮮繼續進行滲透，顯然是在進行清洗和重組時作為掩護。
聯合國軍司令部最初並沒有意識到平壤的變化，認為滲透的減少是由美韓的有效行動造成的，而不是平壤放棄其失敗的戰略；有限的情報來源和金日成發表的幾篇演講幾乎沒有提供關於朝鮮勞動黨政策變化的線索。3月中旬，聯合部隊演習焦點在韓國開始，這次演習被朝鮮譴責為入侵的彩排，朝鮮人民軍正規軍開始對非軍事區上的2ID陣地進行一系列攻擊和滲透，一直持續到5月中旬。

## EC-121擊落事件
1969年4月15日（金日成的生日），兩架朝鮮人民軍空軍米格機在距離朝鮮東海岸167公里處擊落了一架正在執行電子情報任務中的美國空軍EC-121M預警機，造成31名機組人員全部遇難。理查·尼克森總統和國家安全顧問亨利·基辛格在休戰談判桌上考慮過報復性空襲或與外交投訴有關的空中護送，兩人最初都贊成空襲，理由是武力應對武力。尼克森的顧問反對空襲，擔心這會在美國已經在越南發動的戰爭時引發為全面戰爭，他們得到了博內斯蒂爾將軍和波特大使的支持。4月18日，尼克松宣布，未來的情報飛行將配備戰鬥機護航（這種情況一直持續到1968年底，當時據信朝鮮半島的緊張局勢已經平息），並在板門店向朝鮮提出抗議。4月19日至26日，第七艦隊的第71特遣隊（包括4艘航母及其護航艦）在朝鮮東海岸附近開展行動以展示力量。

## 衝突降低
到1969年5月，衝突的激烈程度已大大降低。但是小規模的事件繼續發生，特別是在非軍事區由韓國控制的地區，但很明顯，北韓已經放棄了在南方發動叛亂的希望。韓國軍隊的質量改進意味著美國可以開始考慮減少其在韓國的軍事存在。1969年7月25日，尼克森總統宣布了他的尼克森主義，即從今以後，美國希望其盟友用美國的空中和海上力量支持（以及核保護傘）來保衛自己，而不是美國的地面部隊，這一政策雖然主要針對南越，但也適用於韓國（不過，尼克森向朴正熙保證，他對韓國的承諾不會改變）。1969年10月1日，博內斯蒂爾上將把駐韓美軍的指揮權移交給約翰·H·迷凱利斯上將。他的早期任務之一是協商釋放三名美國士兵，他們的OH-23直升機在穿越非軍事區後被擊落。他們於1969年12月3日獲釋被視為衝突的正式結束。

## 時間線

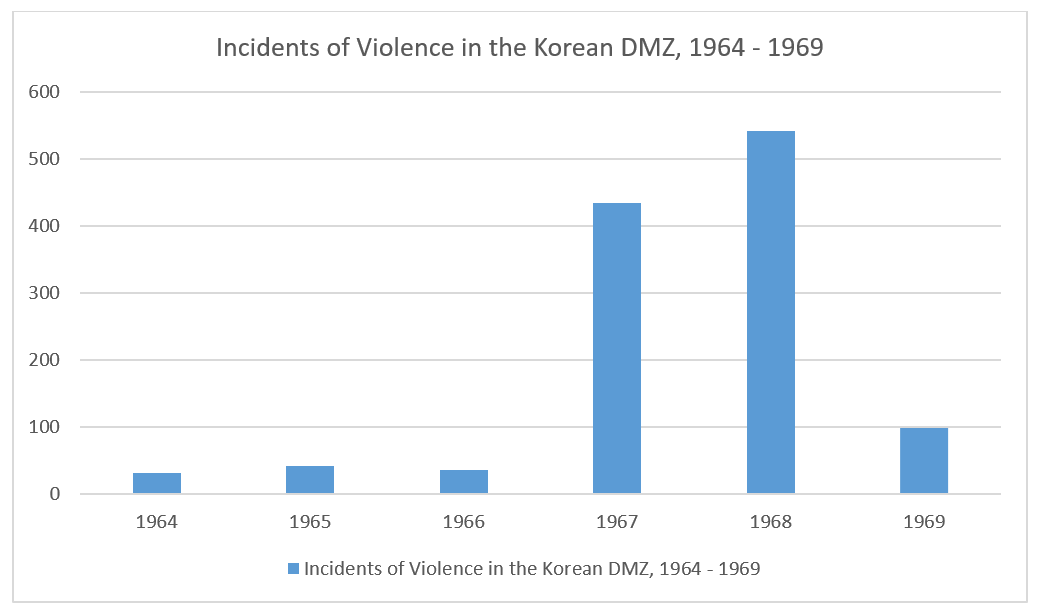
1964-1969年南北韓非軍事區衝突事件數量

## 延伸閱讀
- Taik-young Hamm (1999) Arming the Two Koreas: State, Capital and Military Power. London: Routledge.
- Narushige Michishita (2010) North Korea's Military-Diplomatic Campaigns, 1966–2008. London: Routledge.
- Nicholas Evan Sarantakes (2000) The Quiet War: Combat Operations along the Korean Demilitarized Zone, 1966–1969, Journal of Military History, Vol. 64, Issue 2: 439–458.

## 外部連結
- U.S. Victory Lost in History （页面存档备份，存于）
- "The Forgotten DMZ" at Korean War Project Archive.today的存檔，存档日期2013-04-15
- Daniel P. Bolger, "Scenes from an Unfinished War: Low-Intensity Conflict in Korea 1966–1969" Command and General Staff College, Leavenworth Papers, No. 19
- "The 'Second' Korean War, 1967-1969," Wilson Center Digital Archive （页面存档备份，存于）
- The Second Korean War: A Forgotten Conflict 1966 - 1969 - Mark Felton Productions - 13 August 2020